# La Boule de neige
La Boule de neige è una coreografia di Fabrizio Monteverde del 1985, danzata allora dalla compagnia Baltica e selezionata all'interno del Progetto Ric.Ci per essere riportata in scena a partire dal 2013. Nella primavera 2014 l'emittente Classica HD ha trasmesso la ripresa integrale del balletto.

## Trama
La trama è liberamente tratta da un testo letterario di Jean Cocteau, I ragazzi terribili, molto attuale per come tratta con tragico rigore e impalpabile leggiadria un'età atrocemente felice e devastante come l'adolescenza.

## Musica
La musica originale è composta e diretta da Pierluigi Castellano ed incisa nell'album omonimo del 1985. Brani d'opera da  L'Orfeo (1672) di Antonio Sartorio.